# 相模カンツリー倶楽部
相模カンツリー倶楽部（さがみカンツリーくらぶ）は、神奈川県大和市中央林間西に広がるゴルフ場である。

## 概要
1929年（昭和4年）、小田急電鉄株式会社は小田急江ノ島線を開通させ、沿線に林間都市開発構想を計画、中心施設にゴルフ場を考えた。いち早く乗り出したのが、東京ゴルフ倶楽部駒沢コース（1914年《大正3年》開場、1941年《昭和16年》閉鎖）で、クラブの移転先問題で候補に挙がったが不調に終わった。新たなゴルフ場の創設に動いたのは、伊藤文吉ら7人で、「相模カンツリー倶楽部」の建設に向け呼びかけた先は、満鉄、正金、三菱などだった。
1930年（昭和5年）、コース設計を赤星六郎に依頼、ゴルフ用地は川や沼もあるリンクスであった。赤星自身初めて設計したコースである。1931年（昭和6年）9月27日に9ホールが仮開場され、赤星六郎はこの時の設計について「コースは、私が抱いている夢と理想を表現した」と語った。1933年（昭和8年）7月16日、18ホールが完成し開場した。1936年（昭和11年）4月、倶楽部は社団法人の認可が下りた。
1944年（昭和19年）7月、陸軍の研究用地のために9ホールに徴発命令が下された。1945年（昭和20年）4月、陸軍農耕隊の駐屯が決定し、栽培を始めたのでゴルフ場は休場となった。終戦時、無傷なホールは5番、9番、10番、18番ホールだけだった。同年10月、倶楽部の理事会で再開を決定、東京急行電鉄の協力を得てコースの復旧作業に着手した。1946年（昭和21年）1月、米軍から使用の申入れがあったが、その10日後にクラブハウスが全焼した。
1947年（昭和22年）1月2日、5ホールのコースで仮開場と共に仮クラブハウスが完成し、6月に18ホールが完成した。1950年（昭和25年）5月、サブグリーンの設置の設計を井上誠一に依頼し、同年10月、ツーグリーンが完成した。1965年（昭和40年）9月17日、新クラブハウスが落成した。1966年（昭和41年）11月4日、タイムライフ・インターナショナル社の好意により、ジャック・ニクラス、ゲーリー・プレーヤー、アーノルド・パーマーがラウンドした。

## 所在地
〒242-0008 神奈川県大和市中央林間西七丁目1番1号

## コース情報
- 開場日 - 1931年9月27日
- 設計者 - 赤星 六郎
- コースタイプ - 林間コース
- コース - 18ホールズ、パー72、6,144ヤード、コースレート71.1
- グリーン - 2グリーン、ベント（ペンクロス）、ニューベント
- フェアウエイ - コーライ
- ラフ - ノシバ
- ハザード - バンカー95、池が絡むホール1
- プレースタイル - 歩き(電動カート)、全組キャディ付き
- 練習場 - 28打席 230ヤード
- 休場日 - 毎週月曜日、12月31日、1月1日[4][3]

## ギャラリー
- コース - 「相模カンツリー倶楽部」、コース紹介
- ハウス - 「相模カンツリー倶楽部」、レストラン

## 交通アクセス
- 鉄道 - 中央林間駅（小田急江ノ島線・東急田園都市線）よりクラブバス利用
- 道路 - 東名高速道路 - 横浜町田ICより 5km[5][6]

## メジャー選手権
- 1935年（昭和10年） - 第10回 日本プロゴルフ選手権大会開催[7]
- 1937年（昭和12年） - 第10回「日本オープンゴルフ選手権競技」大会開催[8]
- 1952年（昭和27年） - 第20回 日本プロゴルフ選手権大会開催[7]
- 1955年（昭和30年） - 第23回 日本プロゴルフ選手権大会開催[7]

## エピソード
- ゴルフ場のコース設計家の赤星六郎は、相模カンツリー倶楽部の設計が処女作だった。コースが平坦なため、変化を付けるために、バンカーの数を66か所（現在は106か所）と多く配置したことから、「相模は難しい」と評判になった[1]。

## 関連文献
- 『週刊ダイヤモンド 59(14);1971年3月27日号』、「日本のゴルフ場 相模カンツリー倶楽部」、川津乕雄・伊藤昭二著、東京 ダイヤモンド社、1971年3月27日、2020年7月23日閲覧
- 『相模カンツリー倶楽部50年史五十年史』、編纂委員会編、1983年12月、2020年7月23日閲覧
- 『相模40年史 1931-1971』、40年史特別委員会編、1971年7月、2020年7月23日閲覧
- 『ゴルフ場ガイド 東版』2006-2007、「相模カンツリー倶楽部（神奈川県）」、東京 ゴルフダイジェスト社、2006年5月、2020年7月23日閲覧
- 『美しい日本のゴルフコース BEAUTIFUL GOLF CULTURE IN JAPAN 日本のゴルフ110年記念 ゴルフは日本の新しい伝統文化である』、ゴルフダイジェスト社「美しい日本のゴルフコース」編纂委員会編、「相模カンツリー倶楽部」、東京 ゴルフダイジェスト社、2013年12月、2020年7月23日閲覧
- 『経営法曹ゴルフ会だより』、「相模カンツリー倶楽部のこと」、西尾幸彦著、東京 経営法曹会議、2015年6月、2020年7月23日閲覧